# 乔瓦尼·埃万杰利斯蒂
乔瓦尼·埃万杰利斯蒂（義大利語：Giovanni Evangelisti，1961年9月11日—），意大利男子田径运动员，主攻跳远。他曾代表意大利参加1984年、1988年和1992年夏季奥林匹克运动会田径比赛，获得一枚铜牌。